# Blasiistraße 6 (Quedlinburg)

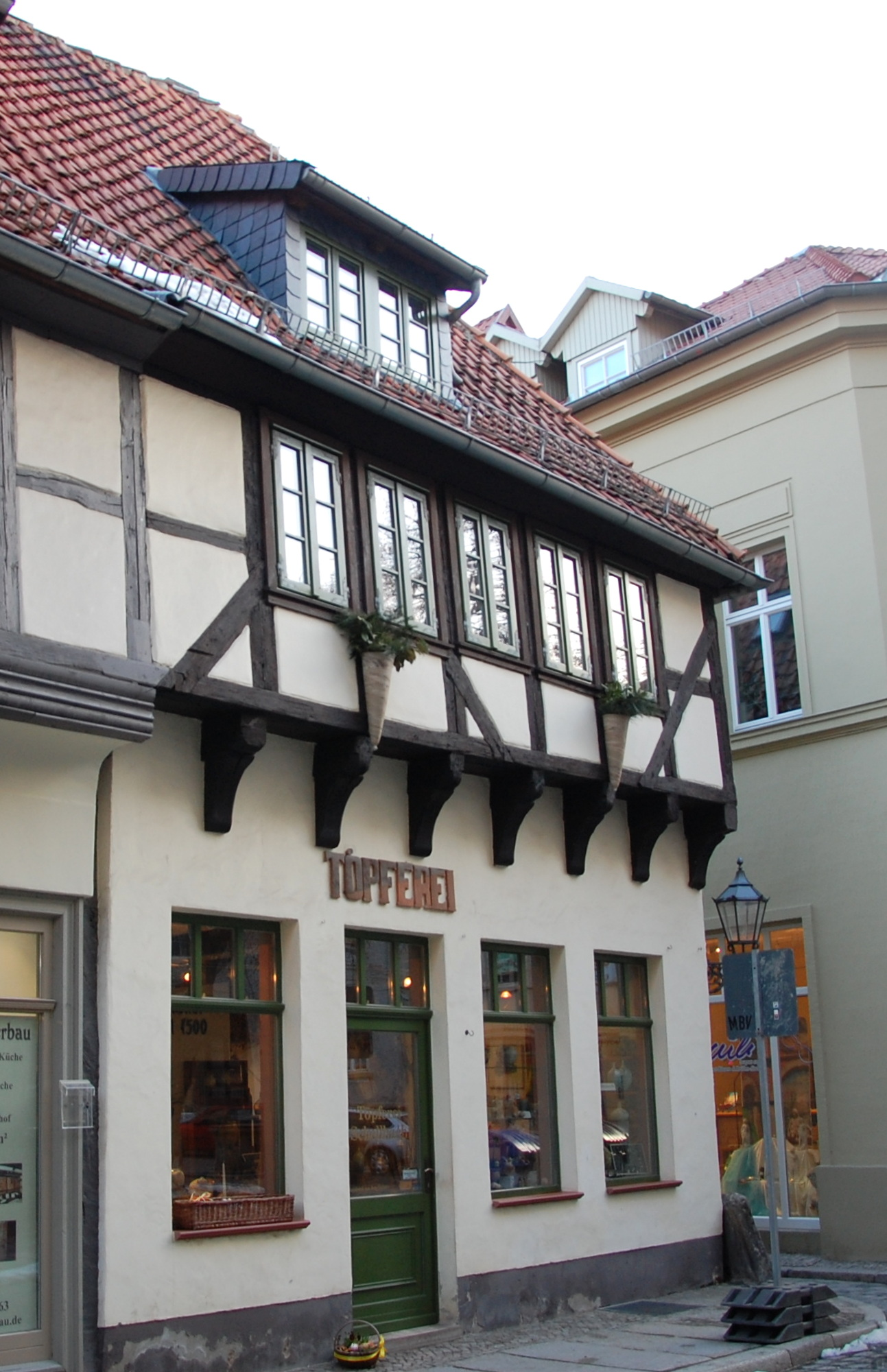
Haus Blasiistraße 6

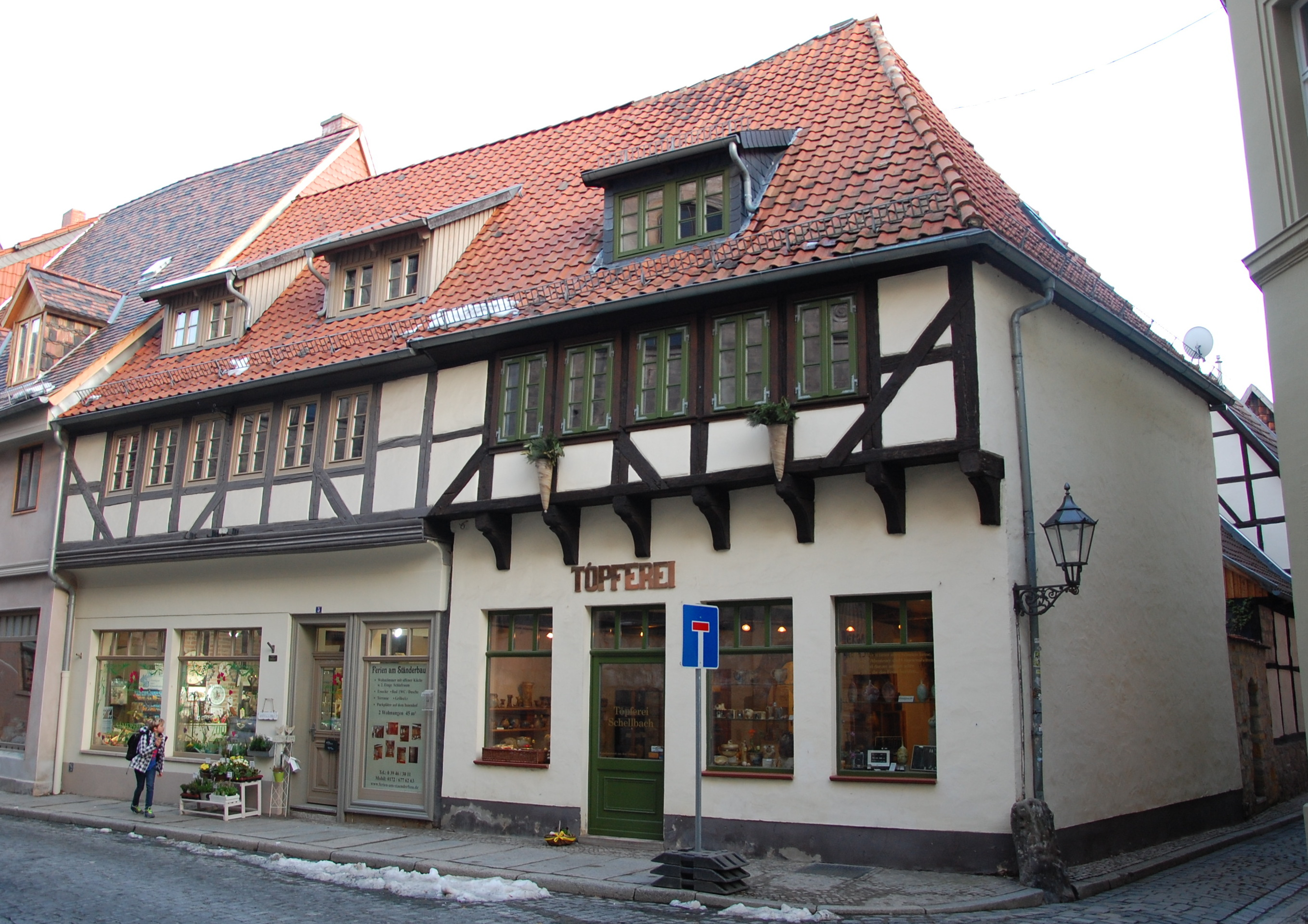
Blick aus nordwestlicher Richtung auf die Häuser Blasiistraße 5 und 6, rechts Einmündung der Wordgasse

Das Haus Blasiistraße 6 ist ein denkmalgeschütztes Gebäude in der Stadt Quedlinburg in Sachsen-Anhalt.

## Lage
Es befindet sich auf der Südseite der Blasiistraße an der Einmündung der schmalen Wordgasse, die als Verbindung zur Straße Word dient, südwestlich des Quedlinburger Marktplatzes. Das Gebäude gehört zum UNESCO-Weltkulturerbe und ist im Quedlinburger Denkmalverzeichnis als Bürgerhof eingetragen. Östlich schließt sich das gleichfalls denkmalgeschützte Haus Blasiistraße 5 an.

## Architektur und Geschichte
Das zweigeschossige Fachwerkhaus entstand, wie seine östlichen Nachbarhäuser, vermutlich Anfang des 16. Jahrhunderts. Auf diese frühe Entstehungszeit verweisen auch das Vorkragen des Obergeschosses und seine Fensterreihung. Dendrochronologisch wurde der Zeitraum um 1469 ermittelt. Das Untergeschoss wurde in späterer Zeit umgestaltet. Die straßenseitige Fachwerkfassade des Obergeschosses war zeitweise, zumindest im Zeitraum Ende des 20. Jahrhunderts, verputzt, präsentiert sich jedoch heute unverputzt. Sie weist sich überblattende Eckstreben und Fußbänder auf. Auf der nach Süden ausgerichteten Hofseite besteht eine auch zuvor schon unverputzte Fachwerkfassade.
Auf dem Hof zur Wordgasse hin befindet sich ein Wirtschaftsbau aus dem 17. Jahrhundert. Er ist ebenfalls in Fachwerkbauweise errichtet und war mit einem Lehmverputz versehen.
Im Ladengeschäft des Erdgeschosses befindet sich heute (Stand 2013) eine Töpferei.